# 化州 (交阯)
化州，是明代交阯承宣布政使司順化府下轄的一個州，領利蓬縣、士榮縣、乍令縣、茶偈縣、思容縣、蒲苔縣、蒲浪縣七縣。其境內有三岐江。

治所約在今越南承天順化省香水市社、富榮縣、順化市、豐田縣、香茶市社、富祿縣。

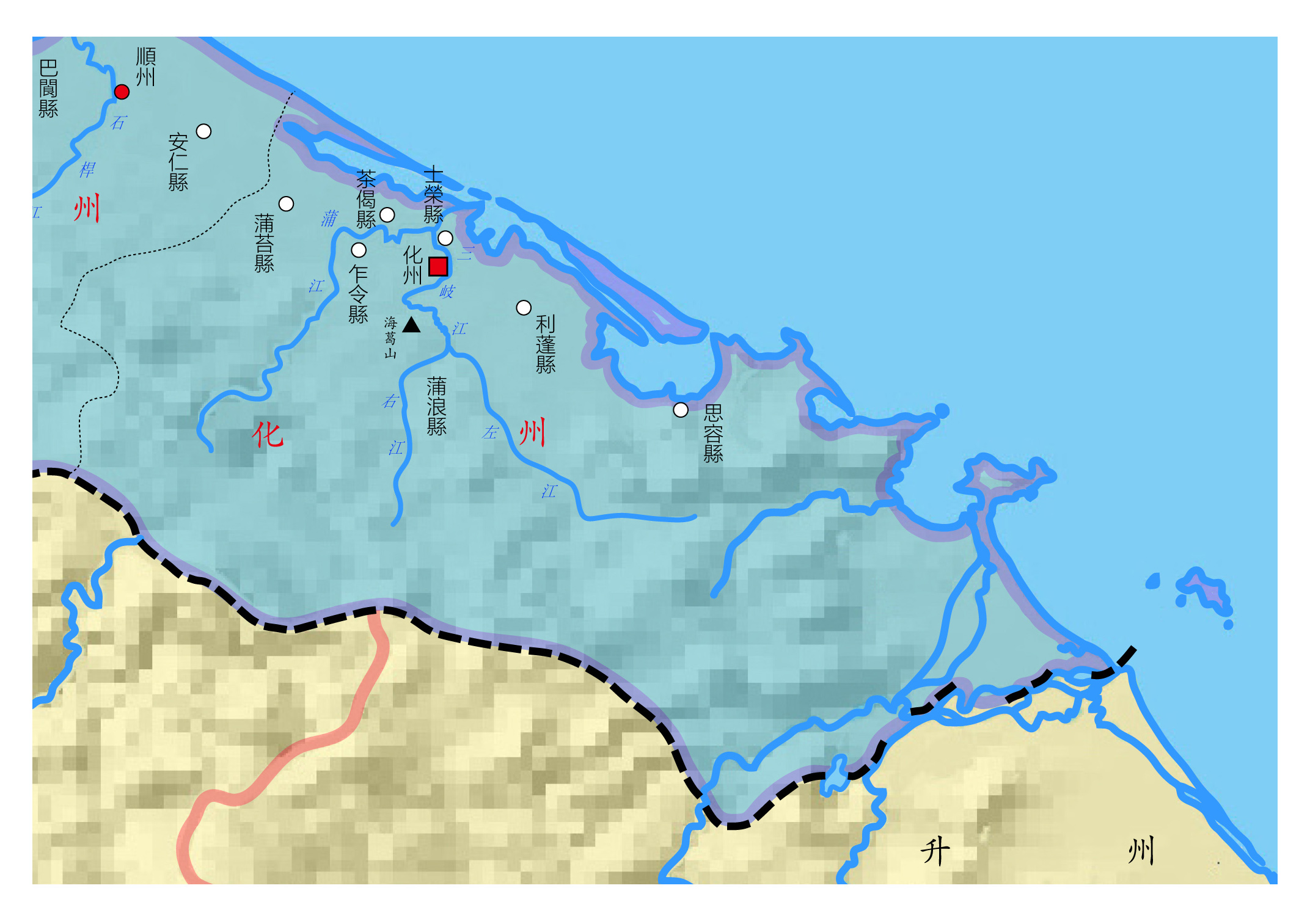

## 沿革
- 漢、晉時其地屬日南郡盧容縣。
- 永樂五年（1407年）六月癸未置，屬順化府領[4][5][6][7][8][9]。
- 永樂十七年九月丙辰，並利蓬縣、思蓉縣入士榮縣，乍令縣、蒲浪縣、蒲苔縣三縣入化州[10]。尚領縣二：士榮縣、茶偈縣。